# Grüne Radwege Kopenhagen

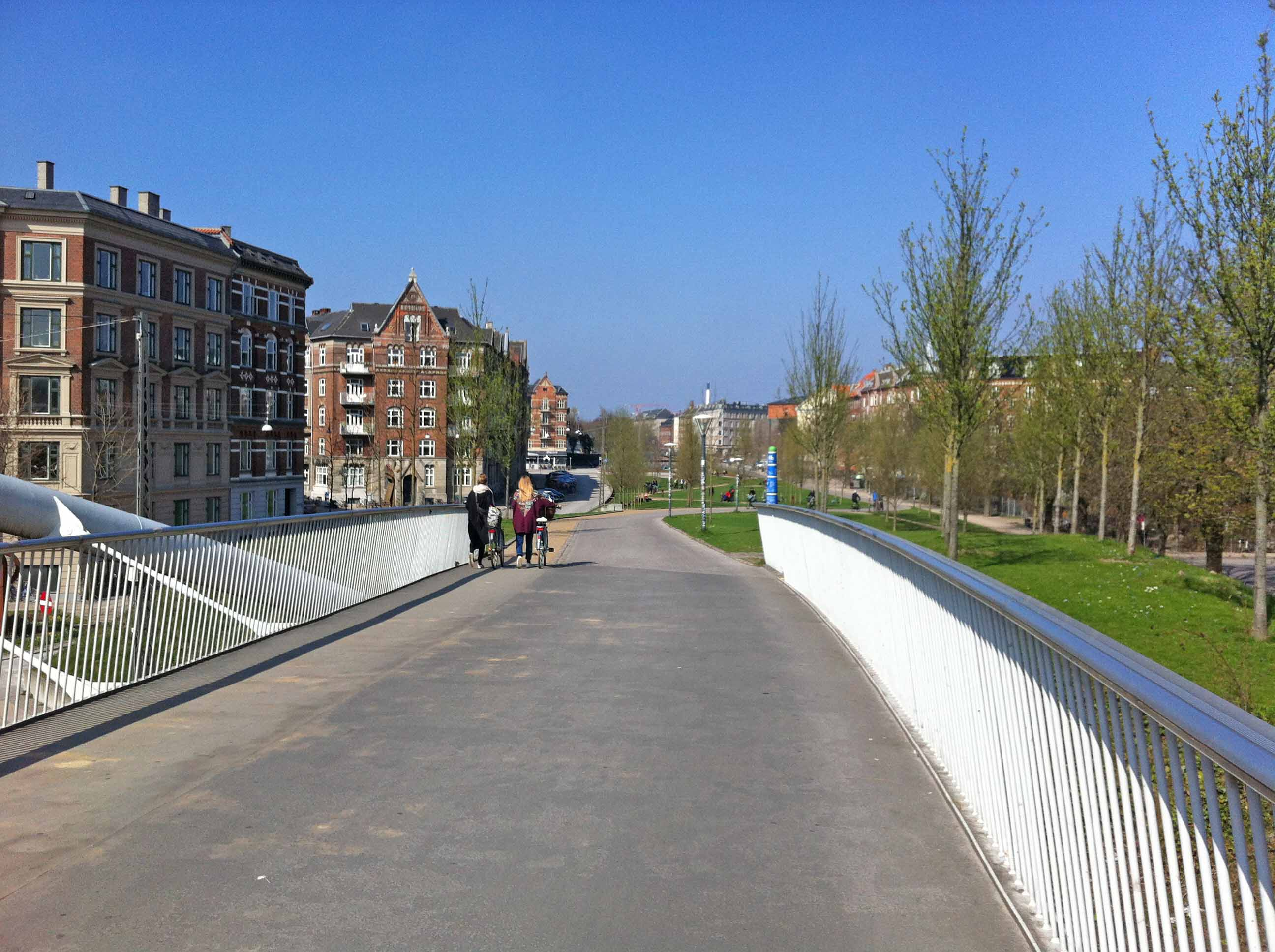
Die Nørrebro-Route bei Åbuen

Grüne Radwege Kopenhagen (dänisch: Grønne Cykelruter) ist ein Netzwerk von Radwegen, die in Kopenhagen und in Frederiksberg eingerichtet wurden oder eingerichtet werden sollen. Die Routen sind so angelegt, dass sie durch Erholungsgebiete wie Parks und Uferpromenaden statt durch stark befahrene Straßen führen. Geplant sind 24 Strecken mit insgesamt ca. 115 km Länge. Bis Ende 2020 wurden 58,5 km errichtet.
Die erste grüne Fahrradroute war die Nørrebro-Route zwischen dem Bahnhof Ryparken und Åbuen, die 1998 in Betrieb genommen wurde. Ein konkreter Plan für die grünen Fahrradrouten wurde im Jahr 2000 vom Kopenhagener Stadtrat beschlossen. Im Jahr 2006 verabschiedete die Technik- und Umweltabteilung der Stadt Kopenhagen einen Bauablaufplan. Im Jahr 2015 wurde eine Streckenlänge von 58 km errichtet, 6 km finanziert und 51 km geplant. Gleichzeitig wurden 58 sogenannte Missing Links identifiziert, etwa fehlende Brücken und problematische Kreuzungen stark befahrener Straßen.
Die Grünen Radwege zeichnen sich dadurch aus, dass sie oft durch ruhige und historische Gebiete verlaufen. Sie ermöglichen es Radfahrern und teilweise auch Fußgängern, entspannt die Natur und frische Luft im Grünen zu genießen. Die Grünen Radwege unterscheiden sich dadurch von den Radschnellwegen in denselben sowie umliegenden Gemeinden, die überwiegend für Berufspendler konzipiert sind. Allerdings gibt es einige Abschnitte, die beiden Radnetzen zugleich angehören.

## Liste der Grünen Radwege Kopenhagen
| Nr. | Bild           | Name                      | Streckenführung | Status und Bemerkungen |
| --- | -------------- | ------------------------- | --- | --- |
| 01  | weitere Bilder | Die Amager-Route          | Lille Langebro – Islands Brygge – Myggenæsgade – Svinget – Store Mølle Vej – entlang der Uplandsgade – an der Amagerbahn – entlang der Østamagerbahn – v/ Flughafen Kopenhagen-Kastrup                                            | Der Abschnitt entlang Svinget, Store Mølle Vej und Uplandsgade sowie der Abschnitt entlang der Østamagerbanen vom Prins Buris Vej zum Flughafen Kopenhagen fehlen.                         |
| 02  | weitere Bilder | Die Carlsbergroute        | Carl Langes Vej – Lyshøjgårdsvej – Hønsebroen – Banevolden – Sønder Boulevard – Halmtorvet – v/ Reventlowsgade | Der Abschnitt entlang Carl Langes Vej und Lyshøjgårdsvej fehlt. |
| 03  | weitere Bilder | Die Christianshavn-Route  | Grønlandske Handels Plads – Trangravsbroen – Trangravsvej – Sophie Hedvigs Bastion – Dyssebroen – Kløvermarken – v/ Uplandsgade                                                                                                   | Der Abschnitt entlang Trangravsvej fehlt. |
| 04  |                | Die Frederiksberg-Route   | v/ Vestvolden – entlang Åkandevej – Sonnerupvej – Gaunøvej – Annebergvej – Primulavej – Godthåbsvej – Stockflethsvej – Nyelandsvej – Hostrupsvej – Thorvaldsensvej – Danasvej – v/ Sankt Jørgens Sø                               | Die Abschnitte entlang Åkandevej, entlang Sonnerupvej und von Stockflethsvej bis Sankt Jørgens Sø fehlen.                                                                                  |
| 05  |                | Die Grøndalsroute         | Damhusdämningen – Hyltebjerg Allee – Grøndalspark – entlang der Ringbahn – hinter Nordre Fasanvej – Bahnhof Nørrebro | Der fehlende Abschnitt entlang Damhusdämningen und Hyltebjerg Allee wurde inzwischen errichtet.                                                                                            |
| 06  |                | Die Hareskov-Route        | v/ der Grenze zur Gemeinde Gladsaxe – entlang der Autobahn Hillerød – Mosesvinget – Horsebakken – Hyrdevangen – Rentemestervej – Fyrbødervej – Mjølnerpark – Mimersgade – Guldbergsgade – Sankt Hans Gade – v/ Sortedam Dossering | Lediglich die Abschnitte entlang der Hillerød-Autobahn und entlang der Sankt Hans Gade wurden errichtet.                                                                                   |
| 07  | weitere Bilder | Der Hafenring             | Inderhavnsbroen – Havnegade – Christians Brygge – hinter Kalvebod Brygge – Havneholmen – Tømmergravsgade – Energiporten – Alfred Nobels Bro – Støberigade – Teglværksbroen – Oscar Pettifords Vej – Ved Slusen                    | Verbindung über den Hafen über Knippelsbro und Langebro. |
| 07  | weitere Bilder | Die Langelinie-Route      | Fridtjof Nansens Plads – Langeliniebroen – Langelinie – Nordre Toldbod – Larsens Plads – Kvæsthusgade – Nyhavn | |
| 08  |                | Die Hvidovre-Route        | Kalvebodbroerne – Strandengen – Lodsparken – Kystagerparken – Kalvebodstien – entlang Lorterenden | Der Abschnitt zwischen Strandengen und Lodspark fehlt. |
| 09  | weitere Bilder | Der Hafenring             | Ved Slusen – Havnestien – Nokken Strandsvej – Islands Brygge – Cirkelbroen – Asiatisk Plads – Nordatlantens Brygge – Grønlandske Handels Plads – Inderhavnsbroen                                                                  | Verbindung über den Hafen über Knippelsbro und Langebro. |
| 09  | weitere Bilder | Die Kalveboderne-Route    | Kalvebodbroerne – Dõelingsvej – v/ Ved Slusen | Auf diesem Radweg verläuft ein Teilabschnitt des Fernradwegs Berlin–Kopenhagen. |
| 10  |                | Die Festung Kastrup-Route | Bahnhof Sydhavn – hinter Teglholmsgade – geplante Brücke – Nokken – Amager Fælled – Bahnhof Sundby – Sundbyvestervej – Wibrandtsvej – Greisvej – v/ Amager Strandvej                                                              | Nur der Abschnitt zwischen Engvej und Amager Strandvej wurde errichtet. |
| 11  |                | Die Flughafenroute        | Strømmen – hinter Spontinisvej – entlang Fiskerihavnen – Kalvebod Fælled – Arne Jacobsens Allé – entlang der Bahnstrecke København–Malmö – v/ Amager Strandvej                                                                    | Der Abschnitt entlang Strømmen und hinter Spontinisvej sowie der Abschnitt über Amager Fælled fehlen.                                                                                      |
| 12  |                | Die Danshøj-Route         | v/ der Grenze zur Gemeinde Frederiksberg – Valby Langgade – Søndre Allé – Nakskovvej – v/ Vigerslevparken | Nur der Abschnitt von der Stadtgrenze bis Valby Langgade wurde festgelegt. |
| 12  | weitere Bilder | Den Grønne Sti            | Åbuen – hinter Hostrupsvej – Solbjergvej – entlang Orla Lehmannsvej – entlang Jyllandsvej – v/ Stadtgrenze Kopenhagen | |
| 12  | weitere Bilder | Die Nørrebro-Route        | Bahnhof Ryparken – Rørsøstien – Lersøstien – Bahnhof Bispebjerg – Mjølnerpark – Superkilen – Nørrebropark – Hørsholmpark – Åbuen                                                                                                  | Der Abschnitt vom Bahnhof Bispebjerg bis zum Mjølnerpark fehlt. |
| 13  |                | Die Refshale-Route        | v/ Refshalevej – Forlandet – Raffinaderevej – v/ Prags Boulevard | |
| 14  | weitere Bilder | Die Ryvang-Route          | v/ Tuborgvej – Rymarksvej – hinter Ryparken – Bahnhof Ryparken | |
| 15  | weitere Bilder | Die Svanemølle-Route      | Bahnhof Ryparken – Sibeliusgade – Ved Sporsløjfen – Østbanegade – Fridtjof Nansens Plads | |
| 16  | weitere Bilder | Die Seenroute             | v/ Østbanegade – Holsteinsgade – Sortedam Dossering – Peblinge Dossering – Svineryggen – Gasværksvej – Sønder Boulevard – Skelbækgade – Dybbølsbro – Fisketorvet                                                                  | Die Abschnitte entlang der Holsteinsgade und der Skelbækgade fehlen. |
| 17  | weitere Bilder | Die Universitätsroute     | Fisketorvet – Fahrradschlange – Bryggebroen – Axel Heides Gade – Amager Fælled – Kaj Munks Vej | Der Abschnitt zwischen Ørestads Boulevard und Kaj Munks Vej fehlt. |
| 18  | weitere Bilder | Die Utterslev-Route       | v/ Åkandevej – entlang der Nordseite von Utterslev Mose – Rødkløvervej – Lundedalsvej – Lundehusvej – Bomhusvej – Ryparken | Die Abschnitte von Utterslev Mose bis Lundedalsvej und von Lundedalsvej bis Ryparken fehlen.                                                                                               |
| 19  |                | Die Valbyroute            | v/ Søndre Allé – Stadfeldtsvej – entlang der Ringbahn – Sydbanestien – Banebyen – Kalvebod Brygge – Fisketorvet | Nur der Abschnitt entlang der Ringbahn von Poul Reichhardts Vej bis zur Trekronergade und der Abschnitt entlang der Sydbanestien vom Sjælør Boulevard bis zum Enghavevej wurden errichtet. |
| 20  | weitere Bilder | Die Vestvold-Route        | v/ Åkandevej – entlang Vestvolden – v/ Islevhusvej | |
| 21  | weitere Bilder | Die Vigerslev-Route       | v/ Islevhusvej – entlang dem Bach Harrestrup Å – Damhusengen – entlang Damhussøen – Vigerslevpark – Parkstien – v/ Kalvebodstien                                                                                                  | Die Vigerslevroute folgt dem Lauf des Baches Harrestrup Å, der im westlichen Teil der Stadt von Nord nach Süd fließt.                                                                      |
| 22  | weitere Bilder | Die Ørestad-Route         | / Njalsgade – Emil Holms Kanal – entlang der Ørestadsbanen (Metro, die als Hochbahn fährt) – nach Vejlands Allé entlang des Kanals – v/ Otto Baches Allé                                                                          | Ein kurzes Stück bei Vejlands Allé fehlt. |